# 公交車售票員
公交車售票員是指公共汽车上負責賣票和收取车费的人員。1970年代起，英國一些城市的公交线路開始取消售票员。1972年，赫尔城運輸公司（ Hull Corporation Transport）成为英国第一个逐步取消售票员的公交公司。 現在一人控制已經成為城市公共運輸系統主流，大多數路線僅有巴士司機負責全部工作，司機除了擔任駕駛之外，同時還要兼任售票。